# St. Michel-loppet
St. Michel-loppet (fi. St. Michel-ajo) är ett travlopp för varmblod som körs på S:t Michels travbana i Finland varje år i juli. Loppet är ett sprinterlopp över 1609 meter.
Förstapris är 80 000 euro. Det är ett Grupp 1-lopp, det vill säga ett lopp av högsta internationella klass. Loppet ingår även i UET Trotting Masters-serien.

## Vinnare
| År   | Häst              | Land      | Kusk               | Tränare             | Tvåa               | Trea               | Tid    |
| ---- | ----------------- | --------- | ------------------ | ------------------- | ------------------ | ------------------ | ------ |
| 2024 | Don Fanucci Zet   | Sverige   | Örjan Kihlström    | Daniel Redén        | Castor The Star    | Mellby Jinx        | 1.08,7 |
| 2023 | Hierro Boko       | Finland   | Santtu Raitala     | Hannu Korpi         | Hail Mary          | Bengurion Jet      | 1.08,3 |
| 2022 | Run For Royalty   | Finland   | Janne Korpi        | Pekka Korpi         | Makethemark        | Global Withdrawl   | 1.09,7 |
| 2021 | Face Time Bourbon | Frankrike | Éric Raffin        | Sebastien Guarato   | Next Direction     | Billie de Montfort | 1.09,7 |
| 2020 | Next Direction    | Finland   | Iikka Nurmonen     | Timo Hulkkonen      | Vernissage Grif    | Makethemark        | 1.08,9 |
| 2019 | Makethemark       | Sverige   | Ulf Ohlsson        | Petri Salmela       | Next Direction     | Pastore Bob        | 1.10,3 |
| 2018 | Heavy Sound       | Sverige   | Kenneth Haugstad   | Daniel Redén        | Pastore Bob        | Workout Wonder     | 1.09,5 |
| 2017 | Midnight Hour     | Finland   | Iikka Nurmonen     | Ossi Nurmonen       | Workout Wonder     | Jonesy             | 1.10,6 |
| 2016 | Un Mec d'Héripré  | Frankrike | Örjan Kihlström    | Fabrice Souloy      | Univers de Pan     | Surprise Lord      | 1.09,5 |
| 2015 | Creatine          | USA       | Johnny Takter      | Jimmy Takter        | Soléa Rivellière   | Reven d'Amour      | 1.10,3 |
| 2014 | Reven d'Amour     | Sverige   | Mika Forss         | Fredrik B. Larsson  | Surprise Lord      | Super Frido        | 1.10,3 |
| 2013 | Owen's Club       | Italien   | Pietro Gubellini   | Pietro Gubellini    | Surprise Lord      | David Sisu         | 1.10,1 |
| 2012 | Maxwell Mayday    | Sverige   | Ari Moilanen       | Kati Lindsberg      | She Loves You      | Conrads Epilog     | 1.10,7 |
| 2011 | Rapide Lebel      | Frankrike | Éric Raffin        | Sebastien Guarato   | Renommée d'Obret   | Amour Ami          | 1.09,4 |
| 2010 | Amour Ami         | Sverige   | Mika Forss         | Robert Bergh        | Irving Rivarco     | Ladakh Jiel        | 1.09,9 |
| 2009 | Première Steed    | Frankrike | Jean-Michel Bazire | Fabrice Souloy      | Paradis Cordière   | Marathon Man       | 1.09,6 |
| 2008 | Camilla Highness  | Sverige   | Peter Ingves       | Petri Puro          | Simb Chaplin       | Digger Crown       | 1.10,4 |
| 2007 | Camilla Highness  | Sverige   | Peter Ingves       | Petri Puro          | Digger Crown       | Hot Tub            | 1.10,8 |
| 2006 | Norvelous Hanover | USA       | Antti Teivainen    | Åke Svanstedt       | Giant Diablo       | Classico Merett    | 1.10,0 |
| 2005 | Giant Diablo      | Sverige   | Örjan Kihlström    | Roger Walmann       | Classico Merett    | Frosts Oilbaron    | 1.13,2 |
| 2004 | Classico Merett   | Italien   | Pekka Korpi        | Pekka Korpi         | Gidde Palema       | Self Timer         | 1.10,4 |
| 2003 | Guenoso           | Frankrike | Pekka Korpi        | Pekka Korpi         | Scarlet Knight     | Stefano Pueblo     | 1.10,8 |
| 2002 | Varenne           | Italien   | Giampaolo Minnucci | Jori Turja          | Durvalo            | Baron Pepper       | 1.09,3 |
| 2001 | Not a Spacecase   | Finland   | Esa Holopainen     | Petri Puro          | Exchequer          | Green Eggs And Pan | 1.10,2 |
| 2000 | BWT Magic         | Finland   | Ahti Antti-Roiko   | Matti Salmi         | Exquisite Lady     | Louise Laukko      | 1.12,0 |
| 1999 | Louise Laukko     | Finland   | Anders Lindqvist   | Anders Lindqvist    | Meadowbranch Lou   | New Grove Coin     | 1.10,9 |
| 1998 | Aces Noble        | Sverige   | Jim Frick          | Jim Frick           | Bowlin For Dollars | Super Fling        | 1.13,9 |
| 1997 | Aces Noble        | Sverige   | Jim Frick          | Jim Frick           | Josef Dahlia       | Isla J. Brave      | 1.12,3 |
| 1996 | Isla J. Brave     | Finland   | Ahti Antti-Roiko   | Petri Klemola       | Joker From Hjo     | Jonas Laukko       | 1.12,4 |
| 1995 | Shan Rags         | Norge     | Noralf Bräkken     | Noralf Bräkken      | Houston Laukko     | Isla J. Brave      | 1.10,7 |
| 1994 | Ina Scot          | Sverige   | Kjell P. Dahlström | Kjell P. Dahlström  | Daniel Lobell      | Ducata             | 1.13,5 |
| 1993 | Smooth Blend      | USA       | Antti Teivainen    | Pekka Mäkelä        | Plant The Seed     | Meadow Prophet     | 1.10,9 |
| 1992 | To The Gate       | USA       | Antti Teivainen    | Enari Vidgren       | Bravo Sund         | Vizzi Hanover      | 1.11,3 |
| 1991 | Slybowl Hanover   | USA       | Heikki Korpi       | Pekka Korpi         | Mack Lobell        | Texas Express      | 1.12,5 |
| 1990 | Mack Lobell       | USA       | Thomas Nilsson     | John-Eric Magnusson | Respected Yankee   | Riding Sponsor     | 1.13,5 |
| 1989 | Mowgli Prophet    | Sverige   | Pekka Korpi        | Börje Öman          | Columbo Laukko     | Hearts Lobell      | 1.14,3 |
| 1988 | Pay Nibs          | Sverige   | Lennart Forsgren   | Arne Rydén          | Clear to Flay      | Greaser            | 1.12,1 |
| 1987 | Matiné            | Sverige   | Heikki Korpi       | Bo W. Takter        | Trot On            | Dennison Hanover   | 1.13,2 |
| 1986 | Dennison Hanover  | USA       | Tuomo Mäkelä       | Tuomo Mäkelä        | Einarsin           | Glenn Kosmos       | 1.12,4 |
| 1985 | Glenn Kosmos      | USA       | Pekka Korpi        | Pekka Korpi         | Lucky Number       | Balboa             | 1.13,0 |
| 1984 | Keystone Patriot  | USA       | Veijo Heiskanen    | Antti Savolainen    | Parchment          | Glenn Kosmos       | 1.16,0 |
| 1983 | Busy Randy        | USA       | Bo W. Takter       | Bo W. Takter        | US Triplemint      | Leander Blue Chip  | 1.13,4 |
| 1982 | Dartster F.       | Sverige   | Olle Hedin         | Olle Hedin          | Keystone Patriot   | Busy Randy         | 1.12,9 |
| 1981 | Keystone Patriot  | USA       | Veijo Heiskanen    | Veijo Heiskanen     | Super Mon          | Keystone Winter    | 1.13,0 |